# Ad exstirpanda
Ad exstirpanda je papeška bula, ki jo je napisal papež Inocenc IV. in izdal 15. maja 1252; pozneje sta bulo potrdila še dva druga papeža: papež Aleksander IV. (30. november 1259) in papež Klemen IV. (3. november 1265).
S bulo je tako bilo dovoljeno mučenje za pridobivanje izjav heretikov med inkvizicijo in kot metodo usmrtitve dovoljuje sežig na grmadi, pri čemer so se živi. Bula tudi govori o zaplembi dela premoženja heretikov, v zameno pa bo država porabila ta denar za usmrtitev.